# Thinophilus semipallidus
Thinophilus semipallidus är en tvåvingeart som beskrevs av Robinson 1964. Thinophilus semipallidus ingår i släktet Thinophilus och familjen styltflugor.
Artens utbredningsområde är North Carolina. Inga underarter finns listade i Catalogue of Life.